# Dussac
Dussac (okzitanisch gleichlautend) ist eine französische Gemeinde mit 426 Einwohnern (Stand: 1. Januar 2022) im Département Dordogne in der Region Nouvelle-Aquitaine. Sie gehört zum Arrondissement Nontron und zum Kanton Isle-Loue-Auvézère. Zuständiger Gemeindeverband ist die Communauté de communes Isle-Loue-Auvézère en Périgord. Die Einwohner werden Dussacais bzw. Dussacaises genannt.

## Etymologie
Dussac dürfte von dem gallorömischen Eigennamen Doccius abgeleitet sein, welchem das Suffix -acum nachgestellt ist. Dussac bedeutet somit Die Domäne (bzw. Gut, Anwesen) des Doccius. Erhärtet werden diese Annahmen durch die Tatsache, dass Dussac im Jahr 1337 noch als Duyschac und im Jahr 1365 als Duchacum dokumentarisch erwähnt wurde.

## Geographie

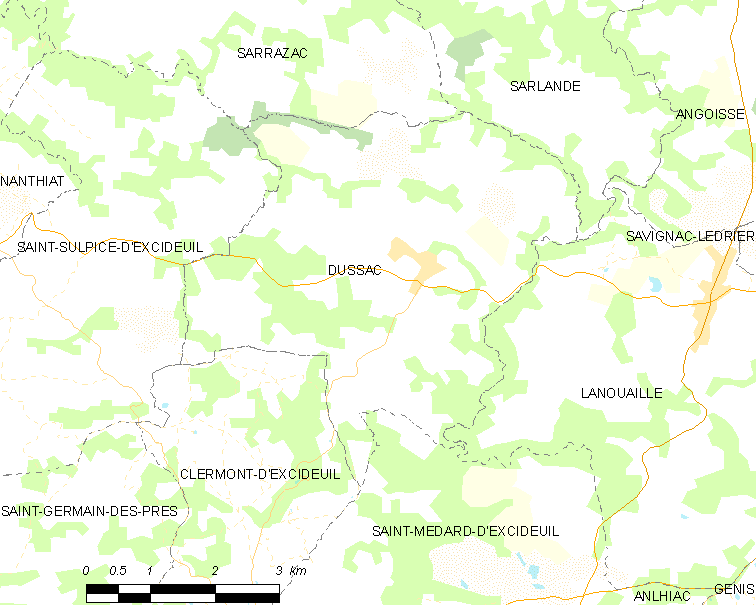
Lagekarte der Gemeinde Dussac

Dussac liegt etwa 40 Kilometer nordöstlich von Périgueux. Nach Lanouaille im Osten sind es 4 Kilometer, nach Thiviers im Westen 13 Kilometer. Umgeben wird Dussac von den folgenden Nachbargemeinden:
| Sarrazac                  | Sarrazac                                       | Sarlande                 |
| Saint-Sulpice-d’Excideuil | Kompassrose, die auf Nachbargemeinden zeigt    | Lanouaille               |
| Clermont-d’Excideuil      | Saint-Médard-d’Excideuil, Clermont-d’Excideuil | Saint-Médard-d’Excideuil |

Neben dem Ortskern besteht die Gemeinde aus folgenden Geländepunkten, Weilern, Gehöften und Mühlen:
Batier, Beaugibeau, Flamberville, Font Bornereau, Fontfroide, Gandumas, La Basse, La Basse Bourdie, La Basse Pèze, La Beaugerie, La Besse, La Forêt, La Mothe, La Nadalie, La Pèze, La Piconnerie, La Pouyade, La Reille, La Robertie, La Terrasse, La Vergne, La Vialotte, Le Blanquet, Le Bugeaud, Le Chadalou, Le Chemin Rouge, Le Malavaud, Le Mas, Le Moulin de Tourne-Faure, Le Pouyet, Le Ventail, Les Bois de la Beaugerie, Les Boisgettes, Les Borderies, Les Champs, Les Charbonniers, Les Chatenades, Les Cheyroux, Les Clos, Les Côtes, Les Farges, Les Landes, Les Mondoux, Les Nouauds, Les Places, Les Pradeaux, Les Ramières, Les Rebières, Les Rivaux, Les Roches, Les Sablières, Les Terrières, Les Tières (auch Les Thiers), Moulin du Pont und Vaux.
Der topographisch niedrigste Punkt der Gemeinde Dussac liegt auf 198 Meter an der Loue im Südosten nahe bei Gandumas. Der höchste Punkt nimmt 347 Meter ein und befindet sich bei Les Bois de la Beaugerie im Norden. Die absolute Höhendifferenz beträgt 149 Meter, die durchschnittliche Meerhöhe 273 Meter. Das Rathaus kommt auf 310 Meter zu liegen.
Die Gemeinde nimmt eine Gesamtfläche von 20,26 Quadratkilometer ein.

### Verkehrsanbindung
Die Gemeinde Dussac wird in Ost-West-Richtung von der D 707 von Lanouaille nach Thiviers durchquert. Der Ortskern liegt etwas nördlich abseits dieser Verkehrsader. Ihn kreuzt von Nord nach Süd die D 67 von Sarrazac nach Excideuil. Von diesen beiden Straßen gehen Kommunalstraßen aus, welche in die zahlreichen Einzelweiler führen.

### Bodenbedeckung

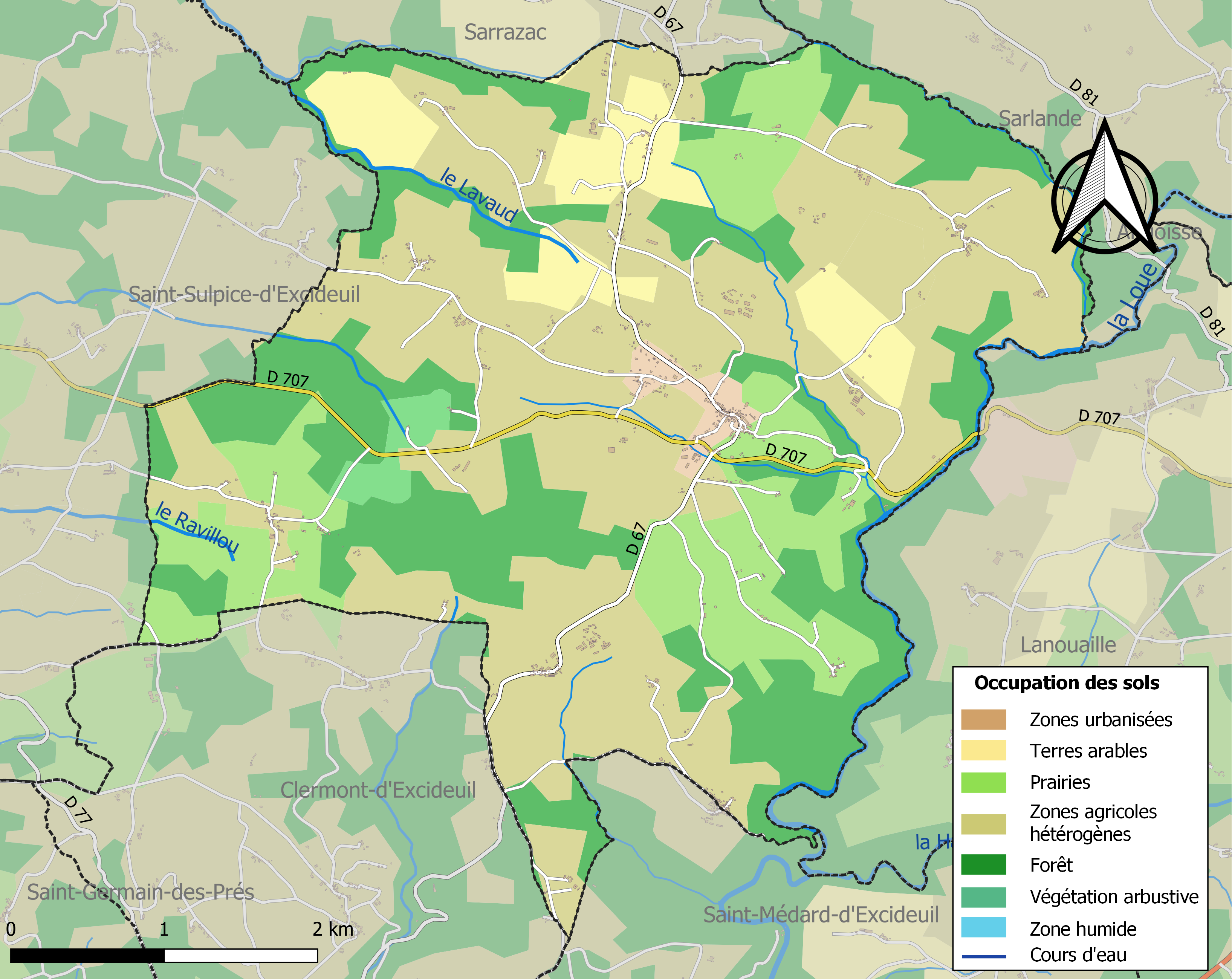
Bodenbedeckung in der Gemeinde Dussac

Die Bodenbedeckung der Gemeinde Dussac schlüsselt sich im Jahr 2018 gemäß der europäischen Datenbank CORINE Land Cover (CLC) wie folgt auf:
- heterogene landwirtschaftliche Nutzung – 48,4 %
- Wälder – 26,8 %
- Wiesen – 15,1 %
- Ackerland – 4,7 %
- dauerhaftes Kulturland – 2,4 %
- baulich beansprucht – 1,3 %
- Buschwerk – 1,2 %.

Die landwirtschaftliche Nutzung steht im Vordergrund. Der Anteil der landwirtschaftlichen Nutzflächen ist von 70,3 % im Jahr 1990 auf 70,6 % im Jahr 2018 leicht angewachsen.

## Klima
Dussac besitzt ein abgeschwächtes ozeanisches Klima  mit gemäßigtem Sommer (Cfb nach Köppen und Geiger), das sich durch folgende Parameter auszeichnet:
| Klimaparameter im Zeitraum 1971–2000 - Jahresmittel: 11,8 °C - Anzahl der Tage unter −5 °C: 3,0 - Anzahl der Tage oberhalb 30 °C: 5,3 - Maximum im Tages-Temperaturunterschied: 14,9 °C - Jahresniederschlag: 1060 mm - Niederschlagstage im Januar: 12,9 - Niederschlagstage im Juli: 7,6 |

Durch den Klimawandel zeichnen sich Erhöhungen im Jahresmittel ab, die sich bereits auch bemerkbar machen. So ist beispielsweise an der 44 Kilometer entfernten Wetterstation in Brive das langjährige Jahresmittel von 12,7 °C für 1971–2000 über 12,7 °C für 1981–2010 auf 13,0 °C für 1991–2020 angestiegen – ein Zuwachs um 0,3 °C innerhalb von 20 Jahren.

## Hydrographie

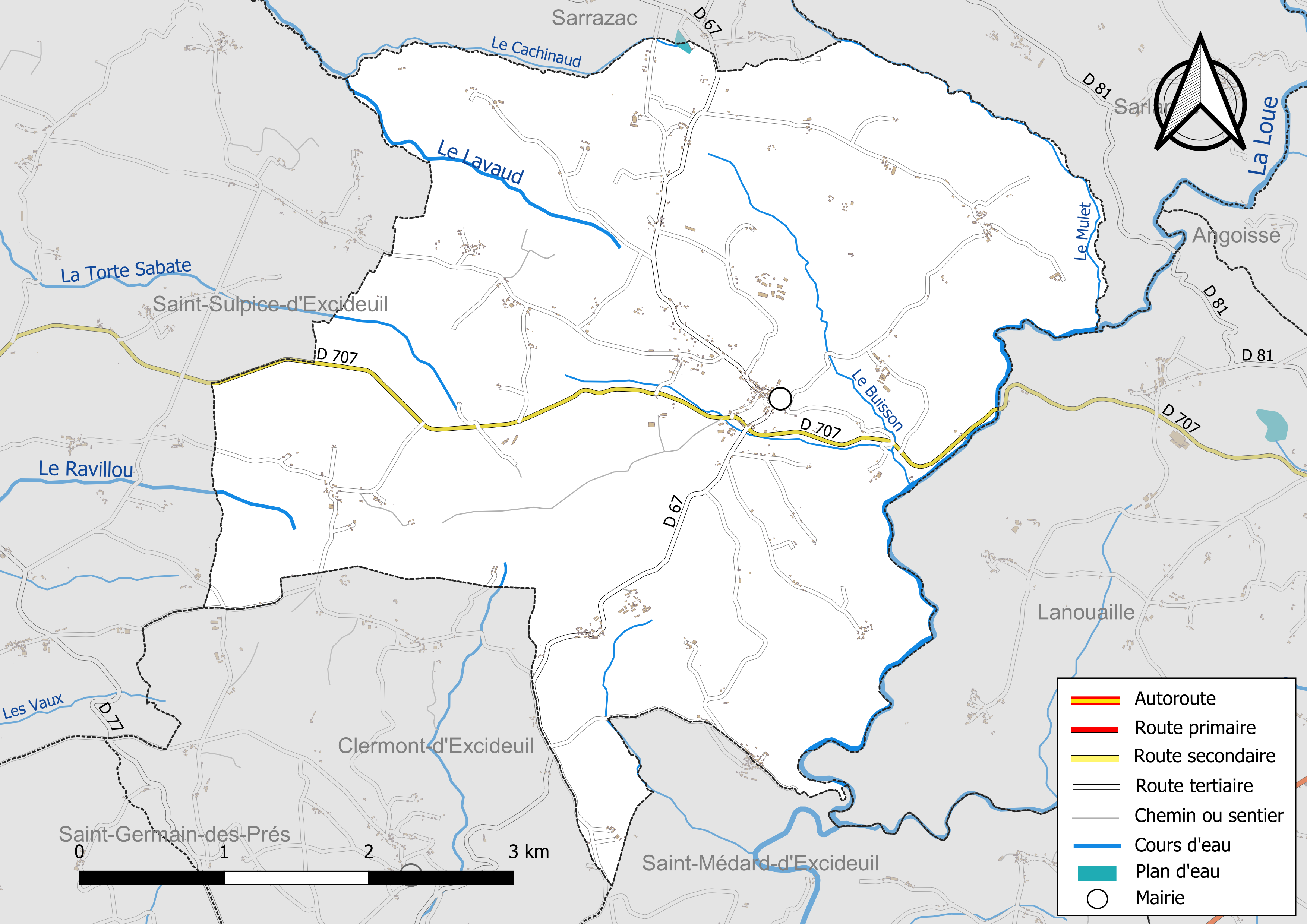
Hydrographische Karte der Gemeinde Dussac

Hauptfluter in der Gemeinde Dussac ist die von Nordosten kommende Loue, die gleichzeitig die Gemeindegrenze zu Lanouaille darstellt. Rechte Nebenflüsse der Loue sind der im Norden entspringende Le Buisson und der Le Mulet, der die Nordostgrenze zu Sarlande bildet. Die Nordgrenze zu Sarrazac wird auf etwas mehr als 2,5  Kilometer durch den Le Cachinaud gebildet, einem rechten Nebenfluss des Lavauds. Letzterer entspringt westlich von Flamberville und fließt dann nach Nordwesten. Im Westen der Gemeinde entstehen ferner die La Torte Sabate (mittig) und der Ravillou (Südwestecke). Beide fließen in westlicher Richtung, der Ravillou macht aber eine Richtungsänderung und mündet nach 13,1 Kilometer rechtsseitig in die Loue (bei Coulaures und Saint-Pantaly-d’Excideuil). Der Süden der Gemeinde wird von zwei Bächen – dem bei Les Tières entspringenden Le Pontillou und einem unbezeichneten Bach – in südlicher bzw. südöstlicher Richtung entwässert, welche beide ebenfalls rechtsseitig in die Loue einmünden.
Die Loue und ihre Seitenarme gehören zum Flusssystem Isle-Dronne.
Die Gesamtlänge des Entwässerungsnetztes der Gemeinde Dussac beträgt 32 Kilometer.

## Geologie

Geologische Karte der Gemeinde Dussac

Die Gemeinde Dussac liegt vollständig auf dem metamorphen Grundgebirge des nordwestlichen Massif Central.
Der größte Anteil hiervon gehört zur Thiviers-Payzac-Einheit, im äußersten Norden wird auch gerade noch die Obere Gneisdecke des Bas-Limousins angetroffen. Im äußersten Südzipfel steht die Génis-Einheit an. Nur an der Südwestecke wird das Grundgebirge noch von flach liegenden Sedimenten des nördlichen Aquitanischen Beckens transgrediert.

### Obere Gneisdecke
Die Obere Gneisdecke steht nur im äußersten Norden bei La Beaugerie, La Pouyade und La Pèze an. Sie besteht hier aus plagioklasführenden Paragneisen der Formation ζ1-2, die den Metamorphosegrad des Stauroliths erreicht haben. Ihre Foliation streicht Ostsüdost und fällt mit 65 bis 70° nach Südsüdwest ein.

### Thiviers-Payzac-Einheit
Die Thiviers-Payzac-Einheit überfährt die Paragneise in nordwestlicher Richtung mittels des Payzac-Quarzits (tfρ3Χ), einer höher metamorphen Fazies des rhyodazitischen Thiviers-Sandsteins. Sie zeigt eine generelle ostsüdöstliche Streichrichtung – N 110 – mit sehr steilem Einfallen von 80° nach Südsüdwest. Ihr Metamorphosegrad ist niedriger als in der Oberen Gneisdecke. Im Norden wird aber dennoch der Staurolith-Isograd erreicht, wohingegen im Süden nur der Biotit-Isograd vorherrscht. Dazwischen ist die Biotit-Almandin-Zone verwirklicht, mit Auftreten von Almandin.
Auf den Payzac-Quarzit entlang der Deckenfront folgt weiter südlich der Engastine-Mafit – Grünschiefer (S11δθ), die aus ehemaligen Doleriten und basaltischen Tuffen hervorgegangen sind. Er steht nördlich des Ortskerns, bei Les Mondoux und westlich von Flamberville an. Ihm schließen sich dann die Serizitschiefer des Donzenac-Schiefers (S1-2) an, welche aus Peliten und Areniten hervorgegangen sein dürften und auch Grauwackenlagen enthalten. Eingeschaltet in den Donzenac-Schiefer findet sich ein langgezogener Graphitzug (gra) und ein kleiner, Hornblende und Andesin führender Amphibolitzug (δ11). Der Graphitzug wurde einst bei Le Charbonnier abgebaut, da er neben Graphit auch etwas Pyrit, Chalkopyrit und Bleiglanz enthält. Der Graphitgehalt von 1 bis 2 Gewichtsprozent liegt jedoch mittlerweile unter der Abbauwürdigkeit.
In der Südwestecke erscheint schließlich der eigentliche Thiviers-Sandstein (tfρ3). Der Thiviers-Sandstein ist sehr reich an Diabasgängen (δΣβ), die Ostsüdost bis Südost streichen. Vorkommen finden sich bei Les Landes, an der Loue in der Nähe der D 707, in der Südostecke ebenfalls an der Loue und an der D 87 nördlich von La Terrasse und bei La Reille. Der Thiviers-Sandstein bildet ein engständig gefaltetes Antiklinorium.
Eine strukturelle Besonderheit in der Gemeinde Dussac ist die Dussac-Störung – eine Seitenverschiebung, die das Gemeindegebiet von der Nordostecke in die Südwestecke durchzieht. Dieser steilstehende Querbruch hat die gesamte Thiviers-Payzac-Einheit linksseitig versetzt. Er streicht anfangs Nordost-Südwest, dreht aber dann in seinem weiteren Verlauf sukzessiv in die Ostnordost-Westsüdwest-Richtung ein. Neben der Dussac-Störung wurden nur kleinere Brüche kartiert, so eine Südsüdost-streichende, rechtsversetzende Störung östlich von Les Landes und zwei, der regionalen Schieferung folgende Störungen bei Le Ventail und Les Champs.

### Génis-Einheit

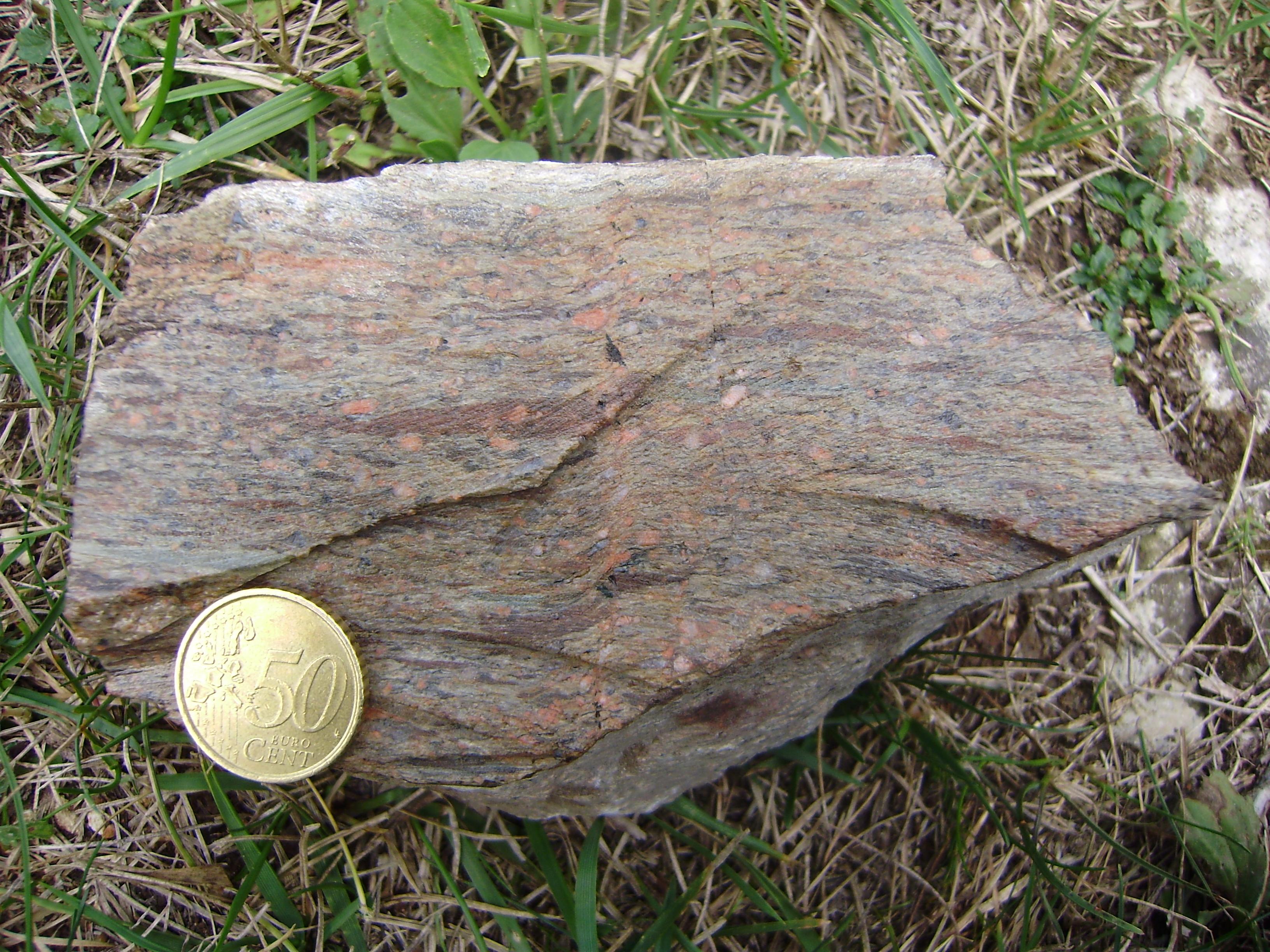
Der Génis-Porphyroid, ein Metaignimbrit

Im Südzipfel folgen auf den Thiviers-Sandstein erneut der Donzenac-Schiefer und sodann die Ignimbrite der Génis-Einheit – die Génis-Porphyroide (iρ1G). Die Génis-Einheit hebt hier als engständig in die Thiviers-Payzac-Einheit eingefälteltes Synklinorium aus.

### Sedimentbedeckung
Die Sedimentfolge in der Südwestecke beginnt mit dem Unteren Hettangium (I1) – Konglomerate, Sandsteine und Arkosen. Das folgende, nur westlich von Les Landes anstehende Oberhettangium (I2) ist dolomitisch und liegt verkieselt vor. Das daraufliegende Sinemurium (I3-4) ist oolithisch und ebenfalls verkieselt.  Die Unterjuraserie endet mit Tonsteinen und grauen Mergeln des Toarciums/Aaleniums (I7-9), welche gerade noch an der Südwestecke angetroffen werden.
Über den Unterjura legt sich südlich von Les Champs eisenreicher Sidérolithique (Formation e-p), der schlecht zu datieren ist und meist in den Zeitraum Eozän bis Pliozän gestellt wird.
Lias, Sidérolithique und auch metamorphes Grundgebirge werden sodann nördlich von Les Tières von Flussschottern des Pleistozäns kolluvial verdeckt (Formation ACF).
In den Flussniederungen der Loue, des Le Cachinaud und des Le Buisson  haben sich alluviale, rezente Sedimente abgesetzt (Formation K).

## Naturrisiken

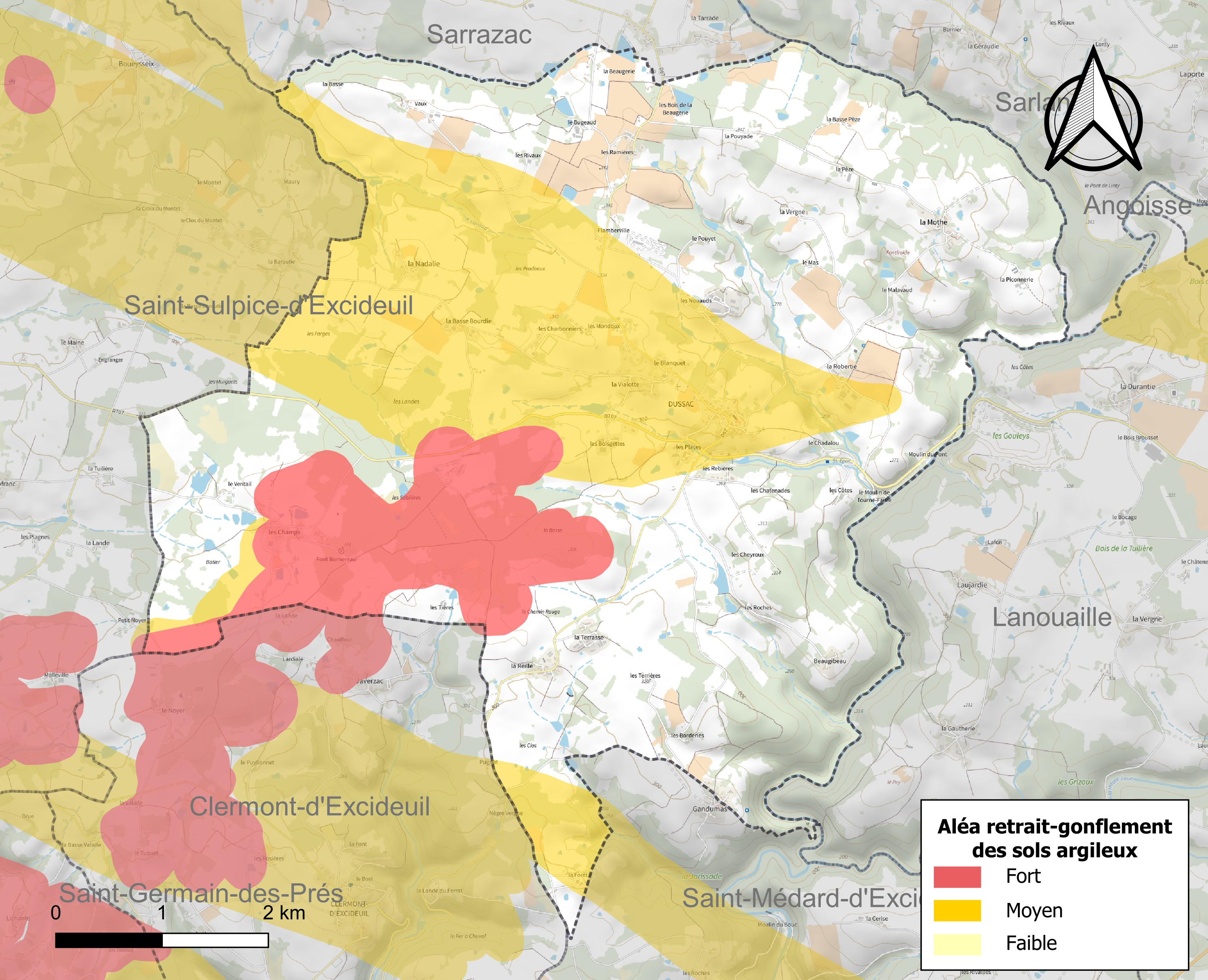
Risikokarte des Quellungs/Schrumpfungsverhältnisses von Tonmineralen in Böden für Dussac

Naturrisiken manifestieren sich in der Gemeinde Dussac als
- Überschwemmungen und den mit ihnen assoziierten Schlammströmen und Hangrutschungen im Tal der Loue
- Dürren
- Stürme
- Bodensetzungen
- Radonemanationen.

In den Jahren 1982, 1988, 1993, 1999 und 2007 kam es aufgrund erhöhter Niederschläge zu größeren Bodenbewegungen und Rutschungen.
Dürrejahre waren 2003 und 2011. In diesen Perioden herrschte erhöhte Waldbrandgefahr. Der heiße Sommer von 2003 machte insbesondere alten Menschen schwer zu schaffen.
Ein herausragendes Wintersturmereignis war das Sturmtief Martin im Dezember 1999, das enorme Schäden an den Wäldern und auch an der Infrastruktur hinterließ. Die Zerstörungen in den Wäldern sind selbst im Jahr 2022 noch zu erkennen.
Wie die Risikokarte zeigt, ist Dussac von der Gefahr durch Bodensetzungen betroffen – relativ stark durch das Kolluvium im Südwesten und gering im Bereich des Donzenac-Schiefers.
Die Erdbebengefahr ist als relativ niedrig einzustufen, am Westrand des Massif Central sind recht seltene Beben der Stärke 3 auf der Richterskala bekannt.
Die relativ schwache Radongefahr (Zone 3 mit signifikativem Radonpotential) besteht im Inneren von Gebäuden und geschlossenen Räumen.

## Ökologie

### Schutzgebiet des Typus 1
Im Osten und Nordosten der Gemeinde  bildet die Talung der Loue zusammen mit dem unteren Abschnitt des Mulets ein Schutzgebiet des Typus 1 (Französisch ZNIEFF = zone naturel d'interêt faunistique et floristique).

## Geschichte
Die ersten geschichtlichen Erwähnungen der Gemeinde Dussac stammen aus dem 14. Jahrhundert. Die Gemeinde war aber spätestens im 12. Jahrhundert besiedelt. Das älteste Bauwerk in Dussac ist die Ortskirche Saint-Pierre-ès-Liens, deren Kuppelbau im 12. Jahrhundert abgeschlossen war. Das Schloss Château de Dussac entstand im 16. Jahrhundert.

## Bevölkerungsentwicklung
| Jahr | Einwohner |  |
| 1962 | 629       |  |
| 1968 | 560       |  |
| 1975 | 512       |  |
| 1982 | 460       |  |
| 1990 | 431       |  |
| 1999 | 419       |  |
| 2006 | 380       |  |
| 2011 | 414       |  |
| 2016 | 404       |  |
| 2019 | 399       |  |

Quelle: INSEE
Die Bevölkerungszahlen von Dussac waren von 1962 bis 2006 rückläufig, zeigten aber dann bis 2011 einen leichten Anstieg, um dann wieder langsam zurückzugehen.
Die Bevölkerungsdichte betrug im Jahr 2019 19,7 Einwohner pro Quadratkilometer.

## Verwaltung
Bürgermeister der Gemeinde Dussac ist seit März 2001 der parteilose Firmenleiter Philippe Rousseau.

## Präsidentschaftswahlen 2022
| Kandidaten                       | Kandidaten            | Parteien                      | Parteien            | 1. Wahlgang | 1. Wahlgang | 2. Wahlgang | 2. Wahlgang |
| Kandidaten                       | Kandidaten            | Parteien                      | Parteien            | Stimmen     | %           | Stimmen     | %           |
| -------------------------------- | --------------------- | ----------------------------- | ------------------- | ----------- | ----------- | ----------- | ----------- |
|                                  | Marine Le Pen         | Front national                | FN                  | 77          | 29,50 %     | 127         | 56,95 %     |
|                                  | Emmanuel Macron       | En marche !                   | EM                  | 35          | 13,41 %     | 96          | 43,05 %     |
|                                  | Jean-Luc Mélenchon    | Front de gauche               | FDG                 | 61          | 23,37 %     |             |             |
|                                  | Éric Zemmour          | Reconquête                    |                     | 12          | 4,60 %      |             |             |
|                                  | Valérie Pécresse      | Les Républicains              | LR                  | 19          | 7,28 %      |             |             |
|                                  | Jean Lassalle         | Résistons !                   | R                   | 24          | 9,20 %      |             |             |
|                                  | Anne Hidalgo          | Parti socialiste              | PS                  | 4           | 1,53 %      |             |             |
|                                  | Fabien Roussel        | Parti communiste français     | PC                  | 7           | 2,68 %      |             |             |
|                                  | Nicolas Dupont-Aignan | Debout la République          | DLR                 | 10          | 3,83 %      |             |             |
|                                  | Yannick Jadot         | Europe Écologie-Les Verts     | EELV                | 8           | 3,06 %      |             |             |
|                                  | Nathalie Arthaud      | Lutte Ouvrière                | LO                  | 2           | 0,77 %      |             |             |
|                                  | Philippe Poutou       | Nouveau Parti anticapitaliste | NPA                 | 2           | 0,77 %      |             |             |
|                                  |                       |                               |                     |             |             |             |             |
| Gesamt                           | Gesamt                | Gesamt                        | Gesamt              | 261         | 100 %       | 223         | 100 %       |
|                                  |                       |                               |                     |             |             |             |             |
| Gültige Stimmen                  | Gültige Stimmen       | Gültige Stimmen               | Gültige Stimmen     | 261         | 95,96 %     | 223         | 87,45 %     |
| Ungültige Stimmen                | Ungültige Stimmen     | Ungültige Stimmen             | Ungültige Stimmen   | 11          | 4,04 %      | 32          | 12,55 %     |
| Wahlbeteiligung                  | Wahlbeteiligung       | Wahlbeteiligung               | Wahlbeteiligung     | 272         | 82,67 %     | 255         | 77,51 %     |
| Enthaltungen                     | Enthaltungen          | Enthaltungen                  | Enthaltungen        | 57          | 17,33 %     | 74          | 22,49 %     |
| Registrierte Wähler              | Registrierte Wähler   | Registrierte Wähler           | Registrierte Wähler | 329         |             | 329         |             |
|                                  |                       |                               |                     |             |             |             |             |
| Quelle: Ministère de l'Intérieur |                       |                               |                     |             |             |             |             |

Die Präsidentschaftswahlen 2022 in Dussac konnte Marine Le Pen deutlich für sich entscheiden.

## Wirtschaft

### Beschäftigung
Im Jahr 2015 betrug die erwerbsfähige Bevölkerung zwischen 15 und 64 Jahren 170 Personen bzw. 41,9 % der Gesamtbevölkerung. Im Vergleich zu 2010 hat sich die Zahl der Arbeitslosen von 11 auf 15 erhöht, die Arbeitslosenquote liegt somit im Jahr 2015 bei 8,9 %.

### Unternehmen
Am 31. Dezember 2015 waren 44 Unternehmen in der Gemeinde Dussac ansässig, davon 19 im Sektor Handel, Transport oder Dienstleistungen, 12 in Landwirtschaft, Forsten und Fischerei, 6 im Baugewerbe, 4 im Sektor Verwaltung, Bildung, Gesundheit oder Soziales und 3 in der Industrie.

## Sehenswürdigkeiten
- Kirche Saint-Pierre-ès-Liens
- Schloss Château de Dussac, Reste aus dem 16. Jahrhundert, ergänzt im 18. Jahrhundert, Monument historique
- Schloss Château de la Robertie, Anfang des 19. Jahrhunderts erbaut

## Photogalerie

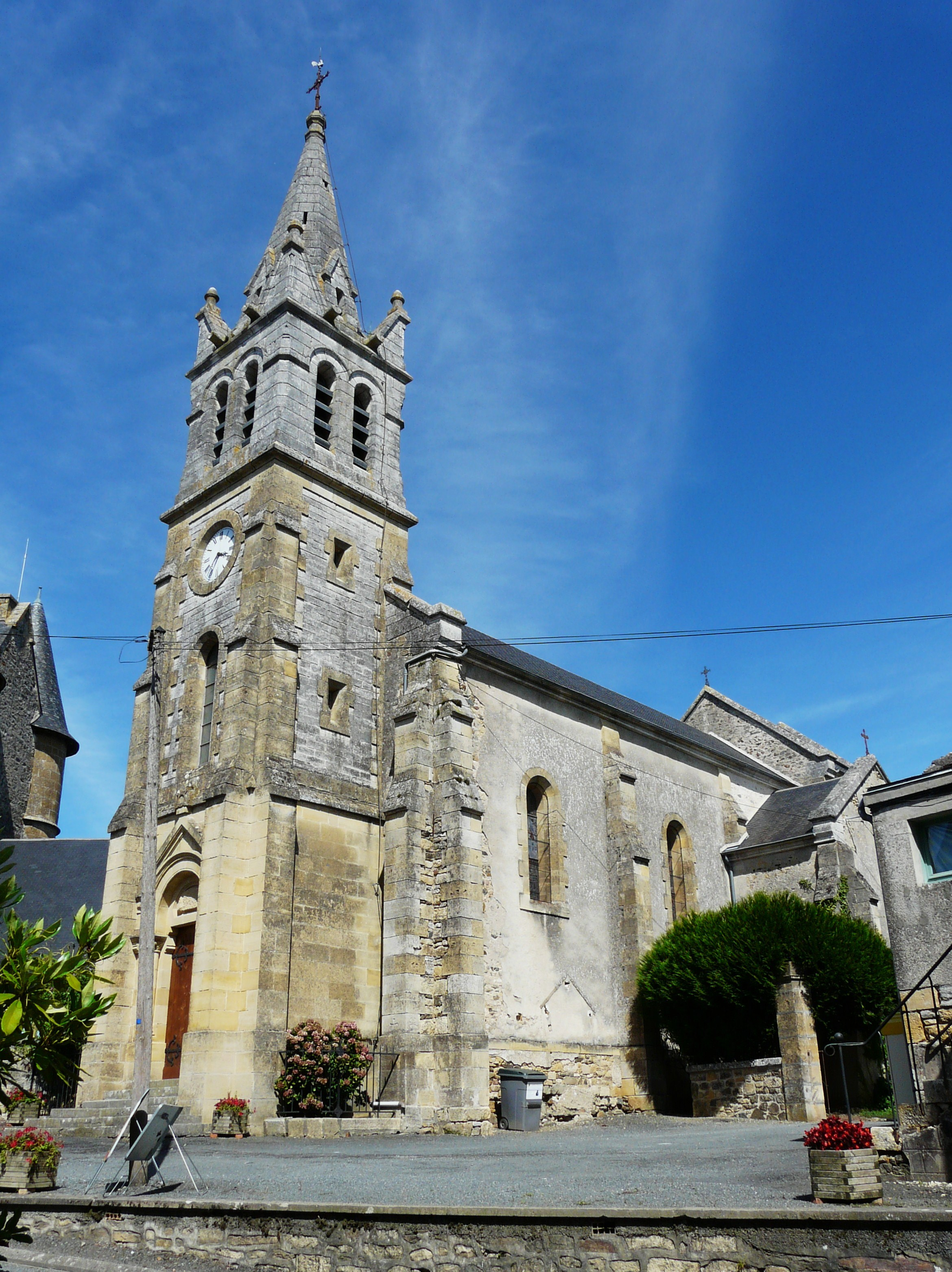
Kirche Saint-Pierre-ès-Liens
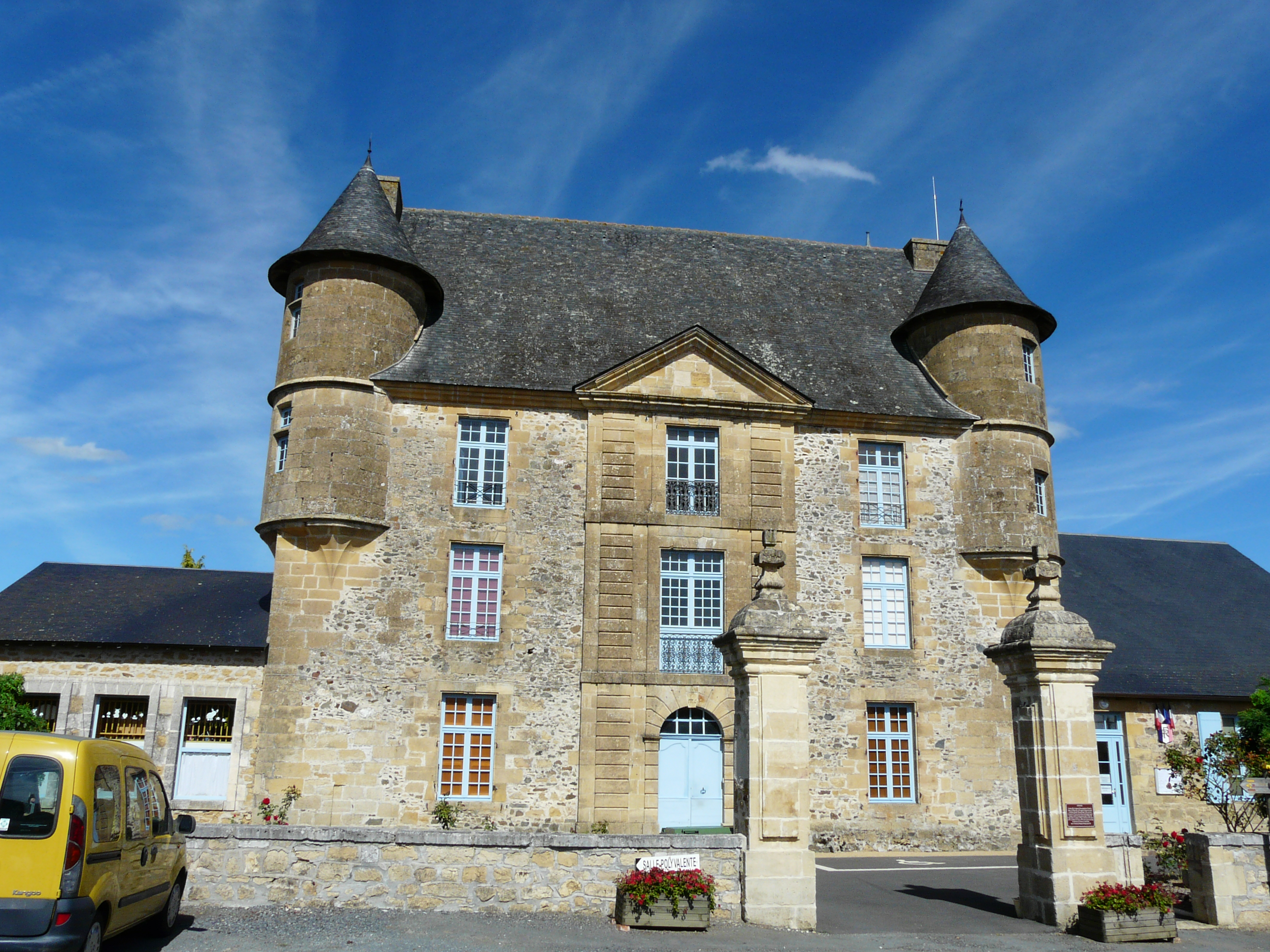
Schloss Château de Dussac
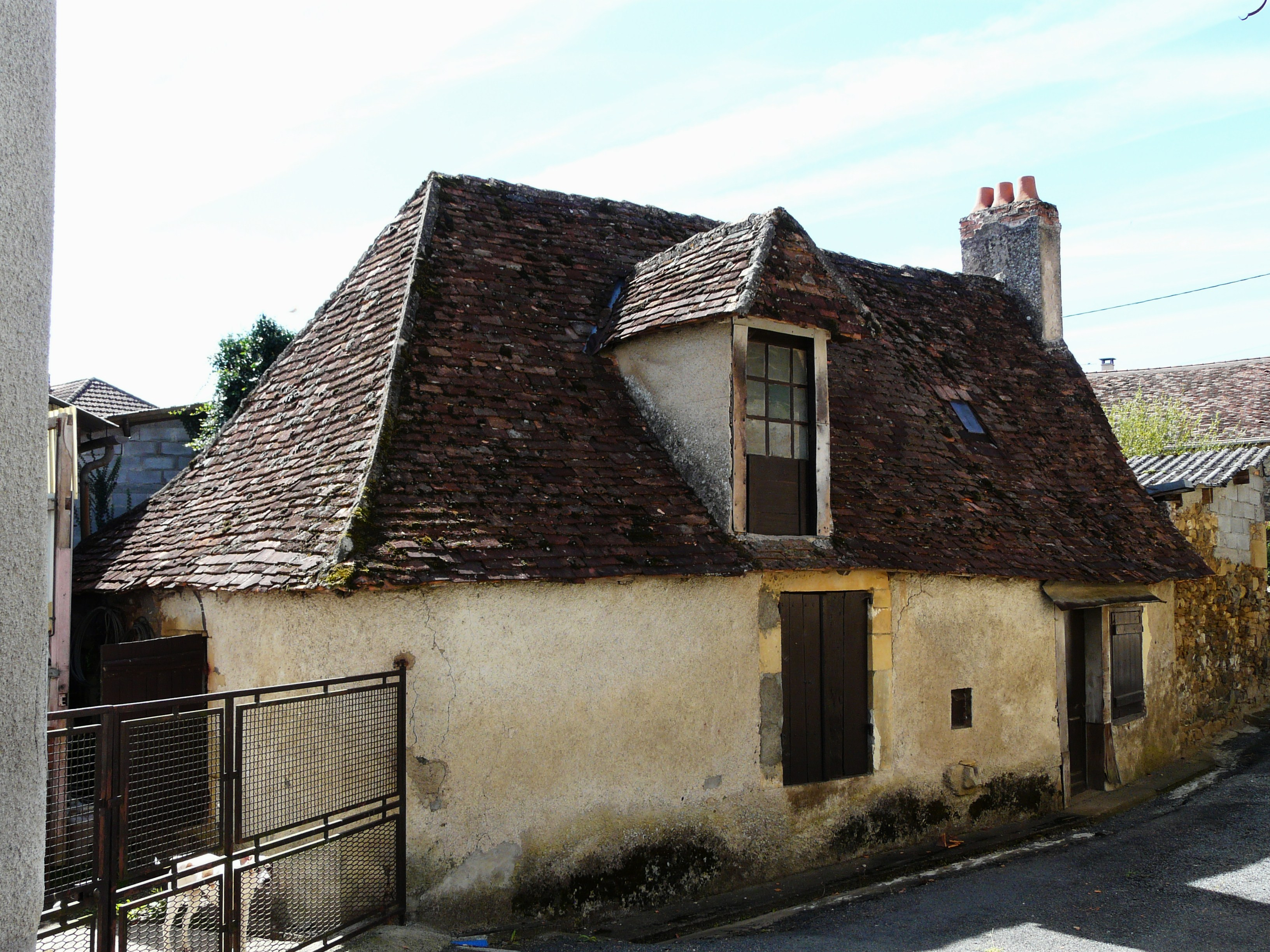
Altes Haus im Ortskern
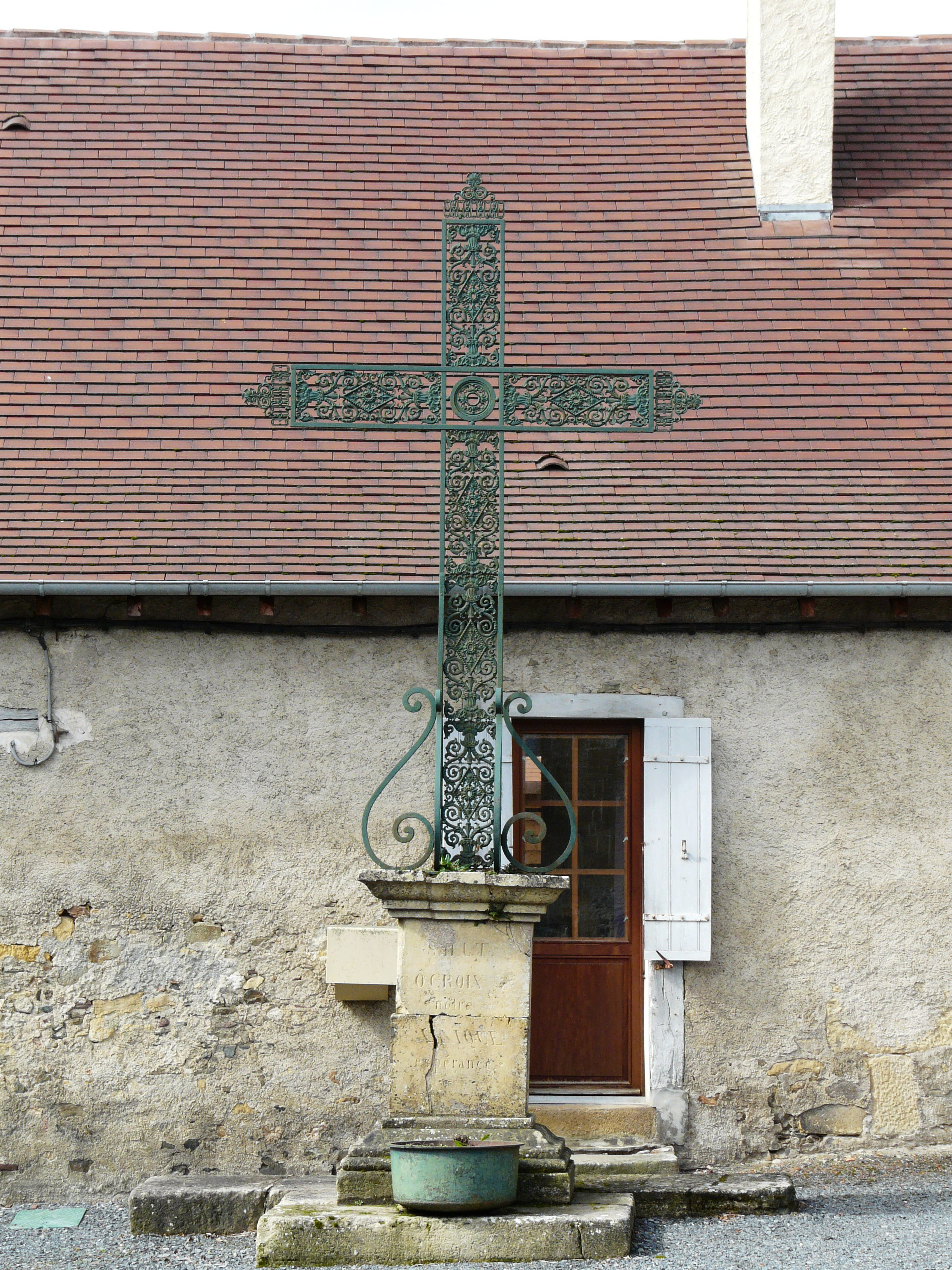
Schmiedeeisernes Kreuz im Ortskern
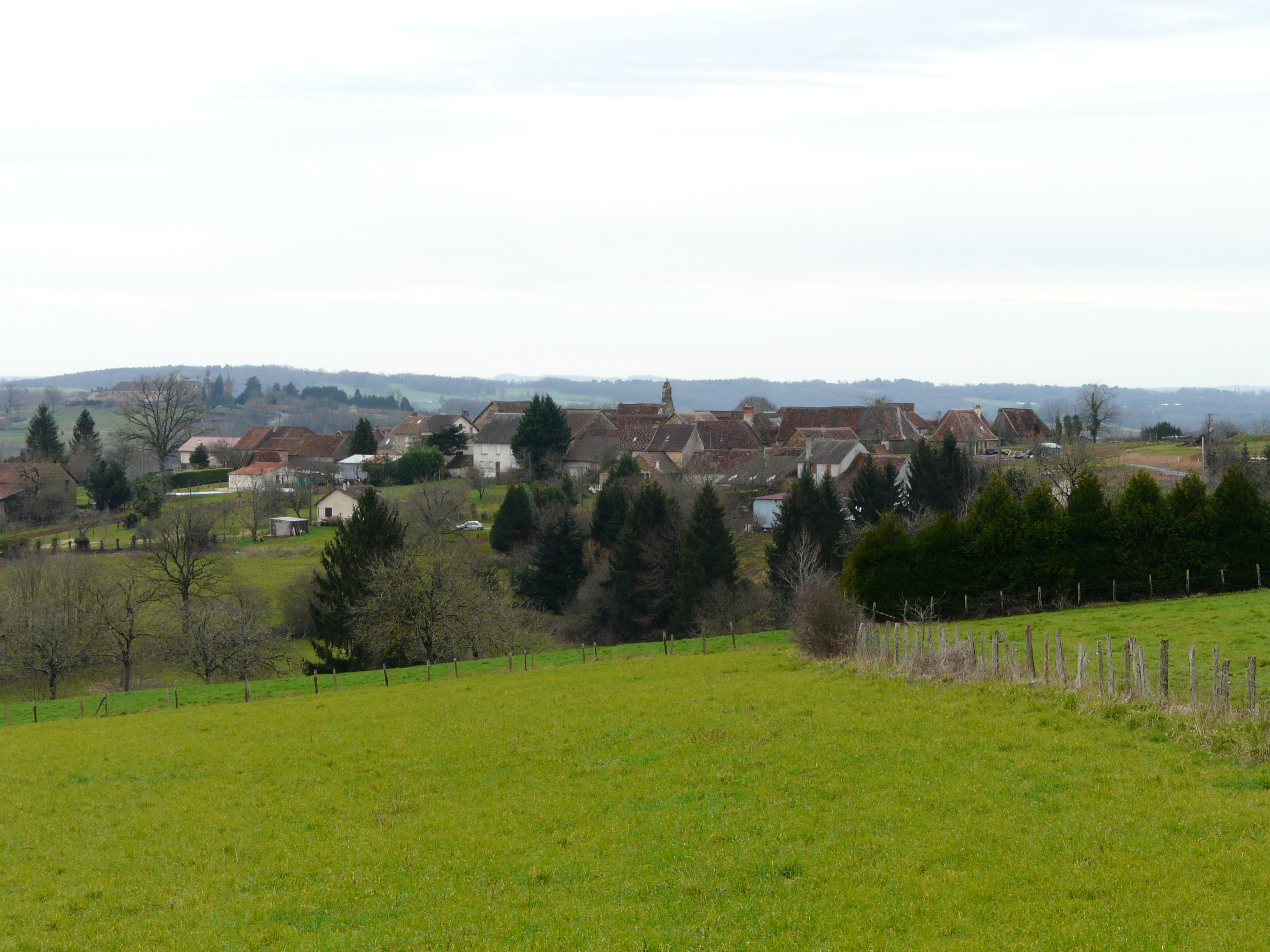
Das Dorf Gandumas
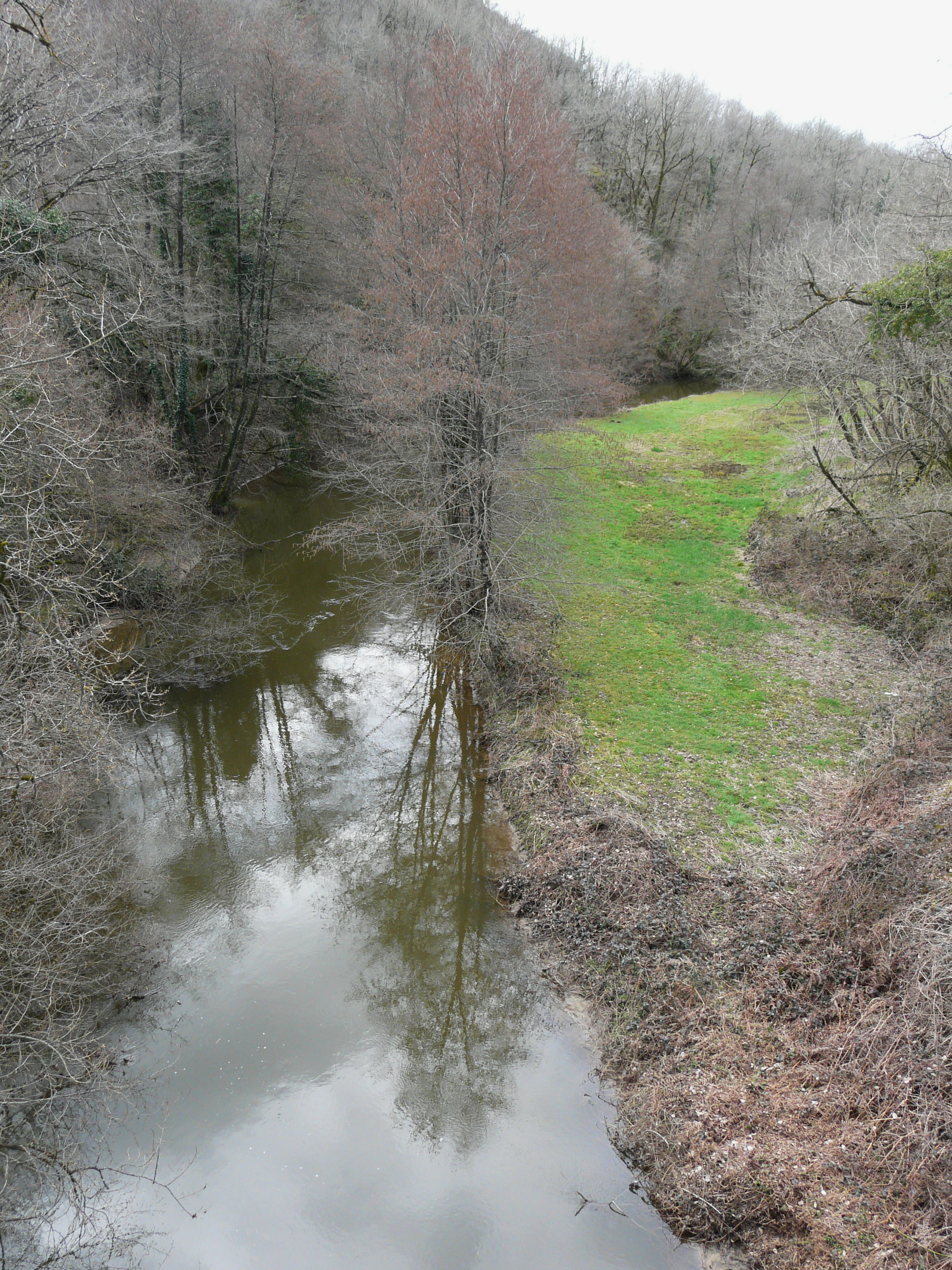
Die Loue unterhalb der D 707